# Vilavendrell
Vilavendrell és una masia de Muntanyola (Osona) inclosa a l'Inventari del Patrimoni Arquitectònic de Catalunya.

## Descripció
Masia de planta rectangular amb teulada a dues vessants, construïda amb pedra i maó. El portal d'entrada per bé que es troba deteriorat presenta una llinda de forma conopial i s'hi accedeix mitjançant unes escales. Adossat a aquest cos, i formant angle recte amb l'edificació, hi ha un cos rectangular cobert a dues vessants. A ponent hi ha un conjunt de galeries amb teulada a dues vessants, i un portal que tanca la casa i les dependències agrícoles, avui en desús.
En un portal de la sala interior hi ha la data 1846.

### Capella del Puríssim Cor
A la part de migdia hi ha una capella, a la qual s'accedeix des del mas i s'hi continua dient missa tres vegades l'any. És de nau única amb la façana orientada a llevant i la capçalera sense absis a ponent. La part de migdia es adossada a Vilavendrell i a tramuntana hi ha la sagristia. El portal d'entrada és de forma rectangular amb la llinda decorada amb una representació del Sagrat Cor i la data 1851.
La façana presenta restes d'antics esgrafiats, un òcul i un campanar d'espadanya, sense campana. L'interior és cobert amb volta de creueria amb rosasses d'estuc al centre i amb cornises també d'estuc als murs.

## Història
El 12 de juliol de 1177, Bernat Vilavendrell consta entre els feligresos que es van comprometre a pagar un cens anual a la parròquia en el document d'acta i consagració de l'església parroquial de Muntanyola. El mas apareix al fogatge de 1553 de la parròquia i terme de Muntanyola.
Actualment ha perdut les funcions agrícoles i és habitada esporàdicament.